# Kąty Wrocławskie (gromada)
Kąty Wrocławskie – dawna gromada, czyli najmniejsza jednostka podziału terytorialnego Polskiej Rzeczypospolitej Ludowej w latach 1954–1972.
Gromady, z gromadzkimi radami narodowymi (GRN) jako organami władzy najniższego stopnia na wsi, funkcjonowały od reformy reorganizującej administrację wiejską przeprowadzonej jesienią 1954 do momentu ich zniesienia z dniem 1 stycznia 1973, tym samym wypierając organizację gminną w latach 1954–1972.
Gromadę Kąty Wrocławskie z siedzibą GRN w mieście Kątach Wrocławskich (nie wchodzącym w skład gromady) utworzono – jako jedną z 8759 gromad na obszarze Polski – w powiecie wrocławskim w woj. wrocławskim, na mocy uchwały nr 32/54 WRN we Wrocławiu z dnia 2 października 1954. W skład jednostki weszły obszary dotychczasowych gromad Kamionna, Kilianów, Kozłów, Nowa Wieś Kącka, Pełcznica, Piława, Sokolniki, Sośnica, Szymanów, Wojtkowice i Wszemiłowice ze zniesionej gminy Kąty Wrocławskie w tymże powiecie. Dla gromady ustalono 22 członków gromadzkiej rady narodowej.
1 stycznia 1960 do gromady Kąty Wrocławskie włączono wieś Strzeganowice z gromady Tyniec Mały w tymże powiecie.
31 grudnia 1961 do gromady Kąty Wrocławskie włączono wsie Sadków, Sadowice i Stoszyce ze zniesionej gromady Małkowice w tymże powiecie.
Gromada przetrwała do końca 1972 roku, czyli do kolejnej reformy gminnej. 1 stycznia 1973 powiecie wrocławskim reaktywowano gminę Kąty Wrocławskie.